# Bundespräsidentenwahl in Österreich 1986
Zur Bundespräsidentenwahl in Österreich 1986, der achten Volkswahl eines österreichischen Staatsoberhaupts, kam es am 4. Mai 1986. Der bisherige Amtsinhaber, Rudolf Kirchschläger, konnte aufgrund der Verfassung keine dritte Amtsperiode ausüben. 
Kein Kandidat konnte jedoch im ersten Wahlgang die erforderliche Mehrheit erreichen und somit wurde eine Stichwahl nötig. Diese fand am 8. Juni 1986 statt.
Die Bundespräsidentenwahl 1986 war die erste, bei der keine allgemeine Wahlpflicht auf Bundesebene mehr bestand. Allerdings blieb die tatsächliche Abschaffung der Wahlpflicht den Bundesländern überlassen, von denen einige die Wahlpflicht noch für Jahre (das letzte bis 2010) beibehielten. Die Wahlbeteiligung sank im Vergleich zur letzten Präsidentschaftswahl 1980 nur geringfügig (von 91,6 % auf 89,5 % im ersten Wahlgang 1986).
Der Wahlkampf wurde von der Waldheim-Affäre überschattet.

## Ausgangslage
Der bisherige Bundespräsident Rudolf Kirchschläger konnte, wie es die Verfassung vorschrieb, nicht neuerlich zu einer dritten Amtszeit antreten.

## Kandidaten
| Kandidat            | Partei                          |
| ------------------- | ------------------------------- |
| Kurt Waldheim       | Unabhängig, von ÖVP unterstützt |
| Kurt Steyrer        | SPÖ                             |
| Freda Meissner-Blau | Die Grünen                      |
| Otto Scrinzi        | NFA                             |

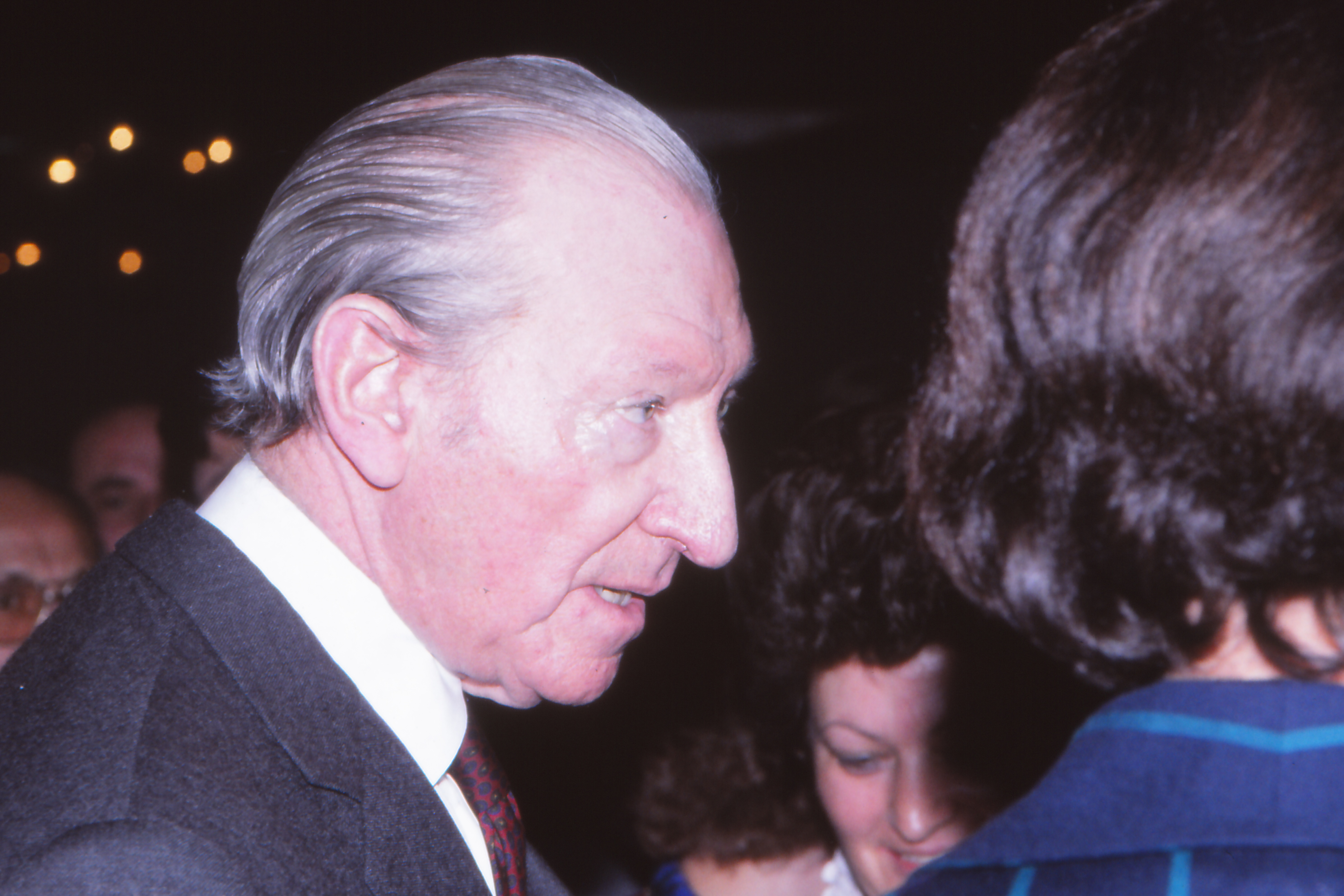
Sieger der Bundespräsidentenwahl 1986: Kurt Waldheim

Um die Nachfolge von Kirchschläger bewarben sich der frühere Generalsekretär der Vereinten Nationen Kurt Waldheim, offiziell unabhängig, jedoch von der ÖVP unterstützt, Kurt Steyrer von der SPÖ, Freda Meissner-Blau von den Grünen und Otto Scrinzi von der National Freiheitlichen Aktion. Waldheim bewarb sich nach seinem erfolglosen Versuch in der Wahl 1971 das zweite Mal um die Präsidentschaft.

## Waldheim-Affäre
Der Wahlkampf war begleitet von Protesten wegen einer mutmaßlichen Verstrickung des ÖVP-Kandidaten Waldheim im NS-Kriegsverbrechen. Die Proteste bewirkten, dass das Land erstmals offen die Beteiligung von Österreichern an NS-Verbrechen in der Zeit des Nationalsozialismus diskutierte. Dies bewirkte eine Abkehr von der staatlichen Opferthese, wonach Österreich 1938 „erstes Opfer Adolf Hitlers“ gewesen sei.

## Ergebnis

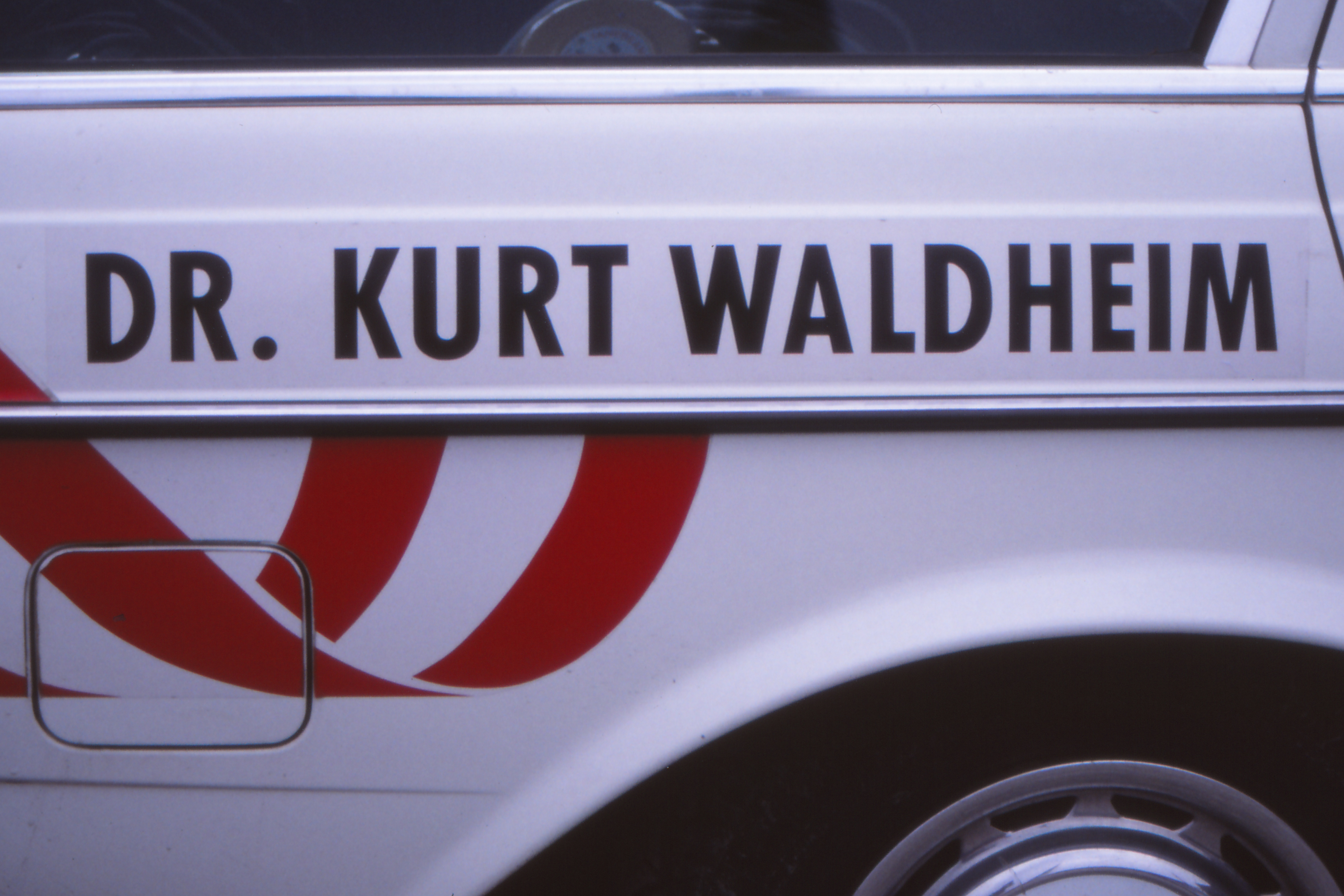
Wahlwerbung für Waldheim

| Kandidaten                            | Parteien                           | 1. Wahlgang | 1. Wahlgang | 2. Wahlgang | 2. Wahlgang |
| Kandidaten                            | Parteien                           | Stimmen     | %           | Stimmen     | %           |
| ------------------------------------- | ---------------------------------- | ----------- | ----------- | ----------- | ----------- |
| Kurt Waldheim                         | Österreichische Volkspartei        | 2.343.463   | 49,6        | 2.464.787   | 53,9        |
| Kurt Steyrer                          | Sozialistische Partei Österreichs  | 2.061.104   | 43,7        | 2.107.023   | 46,1        |
| Freda Meissner-Blau                   | Die Grünen – Die Grüne Alternative | 259.689     | 5,5         |             |             |
| Otto Scrinzi                          | National-Freiheitliche Aktion      | 55.724      | 1,2         |             |             |
| Gesamt                                | Gesamt                             | 4.719.980   | 100         | 4.571.810   | 100         |
|                                       |                                    |             |             |             |             |
| Ungültige Stimmen                     | Ungültige Stimmen                  | 144.729     | 3,0         | 174.039     | 3,7         |
| Wähler                                | Wähler                             | 4.864.709   | 89,5        | 4.745.849   | 87,3        |
| Wahlberechtigte                       | Wahlberechtigte                    | 5.436.846   |             | 5.436.846   |             |
|                                       |                                    |             |             |             |             |
| Quelle: Bundesministerium für Inneres |                                    |             |             |             |             |

## Interpretation des Wahlergebnisses
Der ÖVP-Kandidat Waldheim konnte auch eine große Zahl von SPÖ-Sympathisanten für sich gewinnen. Besonders in der Arbeiterschaft und bei Jungwählern war die Stimmung für die SPÖ-geführte Bundesregierung Sinowatz vor dem Hintergrund der Krise der verstaatlichten Industrie sehr schlecht. Der Historiker Robert Kriechbaumer spricht in diesem Zusammenhang von einer „Protest- und Wendewahl“.

## Folgen
Kurt Waldheim wurde am 8. Juli 1986 vor der Bundesversammlung angelobt.
Nach dem Wahlsieg Waldheims trat Bundeskanzler Fred Sinowatz, welcher vehement gegen Waldheim im Wahlkampf auftrat, als Bundeskanzler zurück. Sein Nachfolger wurde der bisherige Finanzminister Franz Vranitzky.